# صفقة شاليط

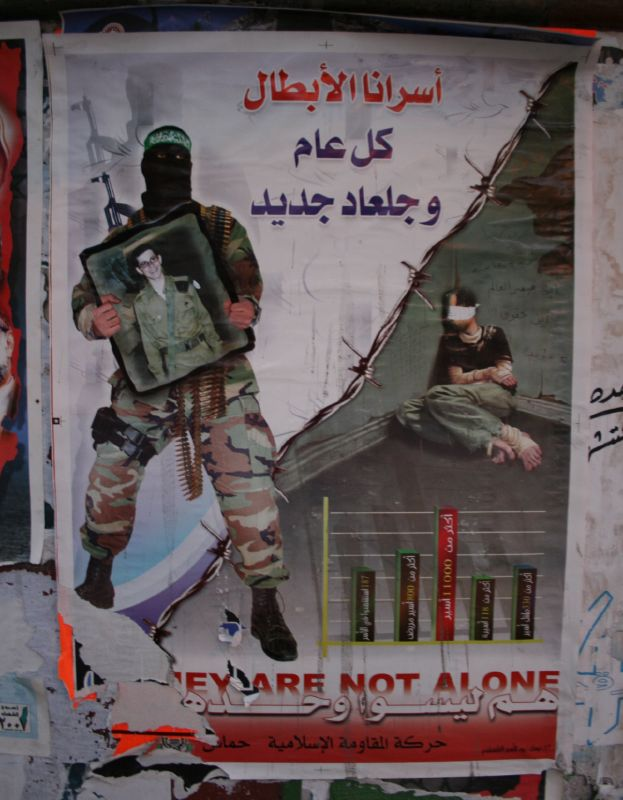
ملصق لحماس في نابلس عن عملية الوهم المتبدد ، كتب عليه: أسرانا الابطال كل عام وجلعاد جديد

صفقة تبادل الأسرى بين حركة المقاومة الإسلامية (حماس) والاحتلال الإسرائيلي 2011 أو صفقة شاليط أو صفقة وفاء الأحرار كما يسميها الفلسطينيون، تدعوها إسرائيل بـ إغلاق الزمن، تعدّ إحدى أضخم عمليات تبادل الأسرى العربية الإسرائيلية، كانت مميزة لأن الفلسطينيين استطاعوا الحفاظ على الجندي الإسرائيلي أسيرًا لنحو 5 سنوات رغم خوض إسرائيل حربين على قطاع غزة.
تضمنت الصفقة افراج إسرائيل عن 1027 أسيراً فلسطينياً مقابل أن تفرج حركة حماس عن الجندي الإسرائيلي الأسير جلعاد شاليط. وقد أعلن عن التوصل لهذه الصفقة في 11 أكتوبر 2011 بوساطة مصرية، وتعد هذه الصفقة الأولى في تاريخ القضية الفلسطينية التي تمت فيها عملية الأسر ومكان الاحتجاز والتفاوض داخل أرض فلسطين.

## صفقة شريط شاليط
بعد الحرب الإسرائيلية على قطاع غزة 2008-2009 عُقدت صفقة بين إسرائيل وحركة حماس تم بموجبها تسليم حركة حماس لإسرائيل شريط فيديو لمدة دقيقة واحدة يظهر فيها الجندي جلعاد شاليط حيا، وقد عُرفت هذه الصفقة بصفقة شريط شاليط وذلك مقابل أن تفرج إسرائيل عن 20 أسيرة فلسطينية من سجونها، وكانت الأسيرات من تنظيمات فلسطينية مختلفة، وقد أعلن الناطق باسم كتائب القسام أبو عبيدة أن التوزيع هو خمس أسيرات من حركة فتح وأربع من حماس وثلاث من حركة الجهاد الإسلامي وواحدة من الجبهة الشعبية وسبع أسيرات مستقلات، وأما جغرافيا فإن 19 أسيرة من الضفة الغربية وأسيرة واحدة مع طفلها من قطاع غزة.

## تفاصيل
تقضي الصفقة أن تقوم حماس بتسليم الأسير الجندي جلعاد شاليط الرقيب في الجيش الإسرائيلي التي أسرته في خضم ما يسمى عملية الوهم المتبدد على أن تطلق إسرائيل 1027 أسيرا فلسطينيا من سجونها. وتشمل الصفقة كل الأسيرات الفلسطينيات وعلى رأسهن الصحفية الأردنية أحلام التميمي. كما شملت الصفقة قيادات فلسطينية تقضي محكوميات عالية في السجون الإسرائيلية تصل إلى 745 عاما. كما أنها تتضمن الإفراج عن أقدم سجين فلسطيني محمد أبو خوصة وأسرى من مختلف ألوان الطيف الفلسطيني حيث تضم أسرى من الضفة الغربية وقطاع غزة وأسرى من فتح وحماس وحركة الجهاد الإسلامي والجبهة الشعبية لتحرير فلسطين والجبهة الديموقراطية لتحرير فلسطين وأسرى من الجولان ومسيحيين. لكن الصفقة لا تشمل القيادات البارزة كمروان البرغوثي وأحمد سعدات وعبد الله البرغوثي وحسن سلامة الذين كان من المتوقع أن تشملهم الصفقة. ورغم ذلك تعد هذه الصفقة أضخم ثمن دفعته إسرائيل في مقابل جندي واحد كما أنها باهظة جدا من الناحية الأمنية والعسكرية لإنها تشمل إطلاق أسرى أودوا بحياة 570 شخصا ما حدا برئيس الوزراء الإسرائيلي بنيامين نتنياهو للقول بإن الموافقة على الصفقة هو أصعب قرار اتخذه في حياته.
وجهت كتائب القسام عشرات من السيارات رباعية الدفع متطابقة الشكل إلى معبر رفح، وكان شاليط في إحداها، ودخل شاليط في تمام الساعة 10:05 صباحاً إلى الجانب المصري من معبر رفح والقائد أحمد الجعبري قابض على يده إلى جانب مجموعة كبيرة من مقاتلي القسام وبينما اطمأن الاحتلال الإسرائيلي على شاليط أفرج عن نصف الأسرى المحررين ثم تحفظ الجانب المصري على شاليط ليتم الإفراج عن النصف الثاني من المرحلة الأولى من الصفقة، ودخل الأسرى الفلسطينيون المحررون إلى معبر رفح يستقلون عدداً من الحافلات ملوحين بعلامات النصر.

## مجريات التبادل
بدأت عملية تبادل الأسرى صبيحة يوم الثلاثاء 18 أكتوبر حين قامت إسرائيل بالإفراج عن 477 أسيرا فلسطينيا وتسليمهم إلى الصليب الأحمر الدولي فيما قامت حماس بتسليم جلعاد شاليط - الذي أصيب بصدمة حرب تحرمه من خوض أي قتال مستقبلي- إلى مصر إيذانا ببدء عملية التبادل.
و قد أفرجت إسرائيل عن 550 أسيراً فلسطينياً في 18 ديسمبر 2011 استكمالاً للصفقة، توجه 505 منهم إلي الضفة الغربية فيما توجه 41 إلي قطاع غزة.

## فيلم للجزيرة عن الصفقة
عرضت قناة الجزيرة القطرية مساء الخميس 4 فبراير 2016 فيلما وثائقيًّا يروي أسرار وكواليس مفاوضات إتمام صفقة تبادل الأسرى «وفاء الأحرار» وكيف نجحت المقاومة بقيادة حركة حماس في إدارتها والإفراج عن 1047 أسيرا مقابل الجندي الإسرائيلي جلعاد شاليط. وتناول الفيلم تفاصيل عملية أسر شاليط في 25 يونيو 2006 بعد تخطيط استخباري للمقاومة استمر عدة سنوات، وكيف شكلت بارقة أمل لآلاف الأسرى في سجون الاحتلال. وكشف اللواء القيادي المحرر توفيق أبو نعيم (عضو الهيئة القيادية لأسرى حركة حماس سابقا) أن التحضير للإفراج عن الأسرى أصحاب المحكوميات العالية بدأ منذ العام 1998، وعرض الفيلم كيف بدأت المفاوضات ومحاولات فتح قنوات للتواصل مع المقاومة منذ اليوم لأسر شاليط.
وتناول الفيلم الأدوار التي لعبها الوسطاء وأطراف عربية ودولية تواصلت مع القيادة السياسية لحماس سعيا لإطلاق سراح الجندي شاليط، وكيف كان بعضهم يعمل لصالح «إسرائيل» ويمارس الضغط على الفلسطينيين.
وكشف نائب المكتب السياسي لحماس موسى أبو مرزوق أن مصر كانت تعتقد أن الحركة لن تستطيع استمرار الاحتفاظ بالجندي الإسرائيلي، وهي طالبت بتسليمه فورا، الأمر الذي رفضته حماس.
وتتبّع الفيلم المعارك العسكرية والسياسية على مدار خمسة أعوام نجحت خلالها المقاومة في إخفاء الجندي الصهيوني بحرفية أمنية عالية رغم محاولات الكشف عن مكانه، وتطرق إلى الضغط الميداني الذي مارسه الاحتلال بشن عدوان على غزة في محاولة لإعادة الجندي، حيث كانت ترفض إجراء مفاوضات وتميل إلى الخيار العسكري، قبل أن تذعن في نهاية الأمر إلى المطالب الفلسطينية.
وتناول الفيلم أسرار المراحل الأخيرة للتوصل إلى الاتفاق وصولا إلى لحظة تسليم شاليط، وكيف ظلت المقاومة على أهبة الاستعداد تحسبا لأي غدر من الاحتلال قبل إتمام الصفقة التي أكد أنها مثلت هزيمة للكيان الصهيوني.
النجاح الأمني في إخفاء شاليط شهد له الإسرائيلي قبل أي طرف آخر. وذكر أبو مرزوق أن إسرائيل كانت تدفع لشاليط عبر الصليب الأحمر كتبا ونظارة للمطالعة، ولكن الحركة كانت تستبدل الكتب بنسخ مصورة وتعطي للأسير نظارة بديلة، وقد حاولت إسرائيل استخدام عدة طرق استخبارية وتفاوضية ولكنها لجأت أخيرا في عام 2006 إلى عدوان للضغط على المقاومة، وقال النائب السابق لجهاز الشاباك يسرائيل حتسون إنه اعترض لمدة أربع سنوات على المفاوضات، مضيفا أن «الذي يأسر شاليط يجب أن يقتل»، أما ناشط السلام الإٍسرائيلي غارشون باسكن فقال إن حماس نجحت في الحفاظ على السرية، ولم تسمح لإسرائيل بتنفيذ عملية تحرير أسرى كما فعلت في عنتيبي بأوغندا، رغم أن غزة في الفناء الخلفي لإسرائيل.

## ماذا قالت الصحافة العبرية عن الصفقة؟
يديعوت احرونوت: «الثمن مبالغ فيه، المخاطر كبيرة والسابقة غير لطيفة، ولكن دولة لم تتمكن على مدى خمس سنوات من تخليص جندي من الأسر بوسائل أخرى لا يمكنها إلا أن تدفع الثمن».
معاريف: المسألة ليست إذا كانت «إسرائيل» ستحرر ألف مخرب أو أربع مئة، حتى مئة مخرب هم أكثر مما ينبغي. هذه الصفقة هي جائزة للإرهاب، هذه الصفقة هي انتصار هائل لحماس، هذه ليست صفقة، هذا استسلام، المخربون الذين تحرروا في الصفقات السابقة تسببوا بقتل قرابة (200 إسرائيلي). لا يعرف أحد ماذا سيحصل هذه المرة؛ إذ أن شيئا واحدا مؤكّدا في أعقاب هذه الصفقة: الشهية لمزيد من الاختطاف كبيرة، الاستسلام التالي هو مسألة وقت فقط.
معاريف: يقول بن كاسبيت: أمس كان مساء استسلام، مساء نزلت فيه «إسرائيل» على ركبتيها أمام حماس، مساء فشلت فيه قوة الصمود الإسرائيلية، رقّة القلب تغلبت على الصلابة اللازمة في حينا، مساءً عقد فيه "خالد مشعل"، و"أحمد الجعبري" و"إسماعيل هنية" مهرجانات النصر عن حق، مساء قال لي فيه مسؤول فلسطيني هاتفيا، بصوت مخنوق: "ما العمل، أنتم لا تفهمون إلا لغة القوة". مساء تآكل فيه الردع الإسرائيلي حتى سحق، بالضبط مثلما حصل في الهروب من لبنان وفي الخروج أحادي الجانب من غزة، مساء ولد الاختطافات التالية (ورجاء، لا تحاولوا بيعنا استنتاجات لجنة"شمغار" التي تقول:"إنه من المرة التالية، سيكون الحال مختلفا. حاولوا أن تبيعوا هذا لحماس، هم لن يشتروا، هم سيختطفون).
هاآرتس، عاموس هرئيل وآفي يسسخروف: من المتوقع لحماس أن تستخلص ربحاً سياسياً فورياً من إتمام الصفقة في الأيام القريبة القادمة، بينما رئيس السلطة الفلسطينية «محمود عباس» (أبو مازن) اكتفى بخطوات سياسية رمزية من توجهه إلى الأمم المتحدة، من المتوقع لحماس أن تقود احتفالات تحرير (1.027 سجيناً)، ثمن غير مسبوق في تاريخ صفقات الأسرى لـ«إسرائيل»، عائلات السجناء ستلتقط صورهم في كل وسائل الإعلام العربية، وحماس ستخرج مسيرات ضخمة احتفالا بانتصارها.

## وصلات خارجية
- صفقة وفاء الأحرار.. كيف حررت ألف أسير فلسطيني؟ - قناة الجزيرة.